# Magnolia manguillo
Espèce
Statut de conservation UICN

 CR B1ab(iii)+2ab(iii) : 
En danger critique
Magnolia manguillo est une espèce de plantes à fleurs de la famille des Magnoliacées. C'est un arbre endémique du Pérou.

## Description
C'est un arbre qui mesure entre 20 et 25 m de haut.

## Répartition et habitat
Cette espèce est endémique du Pérou où elle est présente dans la province de Jaen. Elle vit dans la forêt tropicale humide de montagne, entre 1 900 et 2 300 m d'altitude.